# Àrea metropolitana d'Alacant-Elx

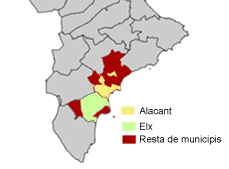
Situació de l'àrea metropolitana d'Alacant-Elx dins la província d'Alacant.

A l'Àrea metropolitana d'Alacant-Elx hi viuen 766.757 habitants. Es tracta d'una conurbació de les àrees urbanes d'Alacant (478.109) i Elx-Crevillent (288.504). És la tercera àrea metropolitana més poblada dels Països Catalans.

## Composició
Està formada per 12 municipis, que són els mateixos que conformen el "Pla d'acció territorial de l'entorn metropolità d'Alacant i Elx", també conegut amb l'acrònim PATEMAE, i que pertanyen a les comarques de l'Alacantí o el Baix Vinalopó, tret de la Torre de les Maçanes.
És una àrea metropolitana bipolar, amb dos nuclis: Alacant i Elx, l'expansió de la qual ha estat facilitada per un relleu geogràfic suau. De fet, Emili Beüt va plantejar l'existència d'una comarca geogràfica, l'Horta d'Alacant, l'extensió territorial de la qual coincideix amb l'agrupació dels municipis pertanyents actualment al PATEMAE. És a dir, Alacant és el centre d'una conurbació de 478.109 habitants que està formada per la capital i tots els municipis de l'Alacantí. Mentrestant, el nucli d'Elx té 187.877 habitants i la resta de la població de l'àrea metropolitana es troba en els altres dos municipis del Baix Vinalopó, Crevillent i Santa Pola.

## Dades demogràfiques

### Dades de població en 2017
| Municipi                | Població | Àrea km² | Densitat h/km² |
| ----------------------- | -------- | -------- | -------------- |
| Alacant                 | 329.988  | 201,67   | 1.636,28       |
| Elx                     | 228.675  | 325,79   | 701,91         |
| Sant Vicent del Raspeig | 57.175   | 40,67    | 1.405,83       |
| Crevillent              | 28.836   | 104,34   | 276.37         |
| Santa Pola              | 31.137   | 58,31    | 533,99         |
| El Campello             | 27.604   | 55,70    | 495,58         |
| Sant Joan d'Alacant     | 23.149   | 9,56     | 2.421,44       |
| Mutxamel                | 24.778   | 47,52    | 521,42         |
| Xixona                  | 6.895    | 163,49   | 42,17          |
| Agost                   | 4.703    | 66,66    | 70,55          |
| Busot                   | 2.904    | 33,90    | 85,66          |
| Aigües                  | 913      | 18,53    | 49,27          |
| Total                   | 766.757  | 1.126,12 | 680,88         |